# Wade (Missisipi)
Wade – jednostka osadnicza w Stanach Zjednoczonych, w stanie Missisipi, w hrabstwie Jackson.